# 布耶圣保罗
布耶圣保罗（法語：Bouillé-Saint-Paul，法語發音：[buje sɛ̃ pɔl]）是法国德塞夫勒省的一个旧市镇，属于布雷叙尔区。2017年，布耶圣保罗与临近的2个市镇合并为新市镇瓦勒昂维涅。

## 地理
布耶圣保罗（47°1'31"N, 0°20'46"W）面积20.38 平方千米，位于法国新阿基坦大区德塞夫勒省，该省份为法国西部内陆省份，北起曼恩-卢瓦尔省，西接旺代省，南至夏朗德省和滨海夏朗德省，东临维埃纳省。
与布耶圣保罗接壤的市镇（或旧市镇、城区）包括：布耶洛雷、阿让通莱格利斯、塞尔赛、马赛、莫泽图阿尔赛。

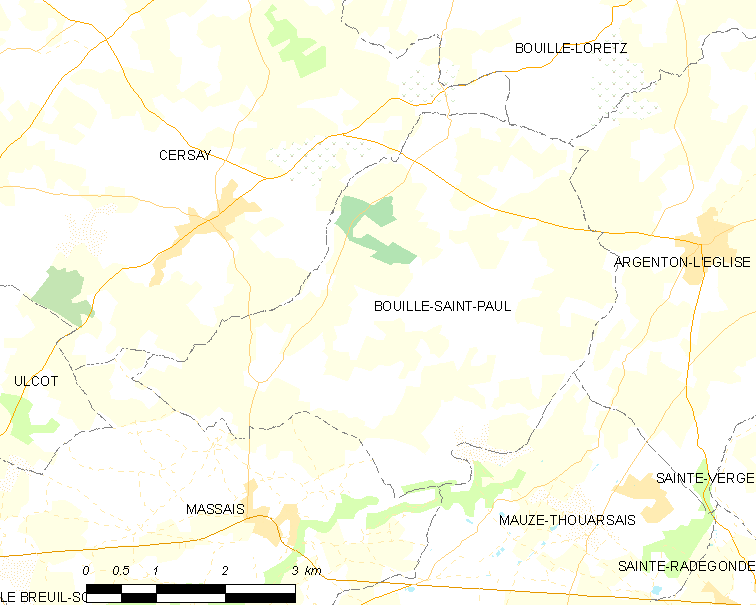
布耶圣保罗的OSM定位图

布耶圣保罗的时区为UTC+01:00、UTC+02:00（夏令时）。

## 行政
布耶圣保罗的邮政编码为79290，INSEE市镇编码为79044。

## 政治
布耶圣保罗所属的省级选区为图埃河谷县。

## 人口

1962-2008年间布耶圣保罗人口变化图示

布耶圣保罗于2018年1月1日时的人口数量为384人。